# Josip Ivančić
Josip Ivančić (sinh 29 tháng 5 năm 1991) là một cầu thủ bóng đá chuyên nghiệp người Croatia chơi ở vị trí tiền đạo.

## Sự nghiệp
Ivančić bắt đầu sự nghiệp bóng đá của mình ở quê nhà Sesvete, ra mắt Croatia Sesvete trong mùa giải 2010–11. Vào tháng 7 năm 2011, anh chuyển đến Zadar chơi tại 1. HNL, cho đến tháng 8 năm 2014 khi anh chuyển đến Rijeka.
Vào tháng 1 năm 2016, Ivančić chuyển đến câu lạc bộ Sheriff Tiraspol tại Giải vô địch Quốc gia Moldova, và rời đi vào tháng Giêng năm sau.
Sau đó, anh dành thời gian ở Israel để chơi cho Hapoel Ashkelon, Hapoel Haifa và Ashdod. Sau khi rời Israel, Ivančić chuyển tới Atyrau tại Kazakhstan và Chindia Târgoviște tại Romania.
Vào ngày 24 tháng 8 năm 2020, anh ký hợp đồng hai năm với câu lạc bộ Zrinjski Mostar chơi tại Giải bóng đá Ngoại hạng Bosna và Hercegovina. Ba ngày sau, vào ngày 27 tháng 8, Ivančić có trận ra mắt chính thức và ghi bàn thắng đầu tiên cho Zrinjski trong trận đấu với Differdange 03 trong Vòng sơ loại đầu tiên của UEFA Europa League 2020–21. Anh quyết định rời câu lạc bộ vào tháng 4 năm 2021, vào cuối mùa giải 2020–21.
Vào ngày 4 tháng 1 năm 2022, câu lạc bộ Hà Nội thông báo đã có được chữ ký của Ivančić với bản hợp đồng có thời hạn 2 năm.

## Danh hiệu
Koper
- Slovenian Supercup: 2015

Sheriff Tiraspol
- Giải vô địch Quốc gia Moldova: 2015–16
- Siêu cúp Moldova: 2016

Hapoel Haifa
- Cúp Quốc gia Israel: 2017–18